# Storia del counseling
La prima attestazione dell'uso del termine counseling, per indicare un'attività rivolta a problemi sociali o psicologici, risale al 1908 da parte di Frank Parsons. Nel 1951 la parola counseling è usata da Carl R. Rogers per indicare una relazione nella quale il cliente è assistito nelle proprie difficoltà senza rinunciare alla libertà di scelta e alla propria responsabilità.

## Negli Stati Uniti
Notizie su attività di counseling negli Stati Uniti si trovano fin dai primi anni del '900, quando alcuni operatori sociali adottano il termine per definire l'attività di orientamento professionale rivolta ai soldati che rientra dalla guerra e che necessitano di una ricollocazione professionale.
Negli anni cinquanta nascono la Division of Counseling Psychology dell'APA (American Psychological Association) e l'American Personnel and Guidance Association.
Lo sviluppo del counseling negli Stati Uniti è influenzato da varie correnti - alcune anche di molti anni antecedenti la sua nascita ufficiale - culturali e di pensiero:

### Il movimento di orientamento
Il movimento di orientamento e guida professionale è un tentativo di migliorare la scelta professionale di chi termina le scuole superiori. Il primo programma è varato negli Stati Uniti nel 1885 ed ha un tale successo tanto da stimolare una serie di sforzi legislativi che incoraggiano e promuovono il movimento stesso. Di fatto tali cambiamenti normativi forniscono un supporto diretto alla pratica dell'orientamento.
Fin dal 1917 si sviluppano test di abilità mentale per valutare l'idoneità dei soldati impegnati nella prima guerra mondiale. Più tardi, nel 1920, iniziano a circolare i primi test attitudinali volti a misurare i reali interessi professionali.
Nei primi anni cinquanta si assiste al tentativo di spiegare i processi di sviluppo e di gestione della carriera e le modalità con cui gli individui prendono una certa direzione piuttosto che un'altra. Il passo è breve: si arriva a studiare i meccanismi decisionali: perché un individuo compie la scelta che compie.

### Il movimento psicoterapeutico
È grazie allo sviluppo delle teorie della personalità promosse dalla ricerca psicoterapeutica – soprattutto psicoanalitica - che il counseling inizia a diventare un intervento rivolto principalmente ai problemi personali e sociali. Questo avviene negli anni venti. Ma è intorno agli anni cinquanta, grazie ad autori come Carl Rogers e Rollo May, che il counseling prende forza. Complice ne è lo sviluppo della psicoterapia ad orientamento umanistico.
In quegli anni, infatti, le teorie e le metodologie applicate in campo psicoterapeutico, fanno riferimento principalmente al modello psicoanalitico e a quello comportamentista. Molti studiosi tuttavia cominciano a pensare che tali paradigmi possano non essere esaustivi. Rimangono affascinati da alcuni temi cari al movimento esistenzialista: la libertà di scelta dell'individuo, l'importanza del dialogo io-tu (dialogico), l'impegno del singolo, la responsabilità.
Tali tematiche vengono sviluppate sia in un contesto culturale (la psicologia) che sociale (gli Stati Uniti degli anni cinquanta) diverso da quello dell'esistenzialismo europeo. Questa corrente di pensiero si organizza formalmente solo nel 1962 con la nascita del movimento di psicologia umanistico-esistenziale.

### Movimenti orientati alla cura della Salute
Nel 1963 una Legge sancisce il principio e la necessità di riorganizzare territorialmente i servizi psichiatrici. La finalità risiede nel prevenire i problemi psicologici non solo negli ospedali, ma anche nei centri di igiene mentale delle piccole comunità da poco costituitisi. Tali centri (paragonabili ai nostri quartieri piuttosto che circoli ricreativi) hanno la piena accessibilità da parte dei residenti in una certa zona e offrono contestualmente una serie di servizi.
Il vantaggio principale è quello di poter essere accolti e sostenuti all'interno della propria comunità, ma soprattutto quello di sottolineare l'importanza della prevenzione.
Gli assunti della Legge:
- prevenire è meglio che curare;
- i fattori ambientali influenzano il comportamento per cui un intervento a livello comunitario può aiutare sia il comportamento del singolo sia la società nel suo complesso;
- i problemi di salute mentale diventano evidenti in relazione a stress sociali (povertà, razzismo, etc.).

Il cambiamento di lì a poco è epocale: si passa da un modello centrato sulla malattia ad un modello orientato alla salute dell'individuo.
Ma è negli anni settanta che inizia a svilupparsi e a diffondersi la cosiddetta "psicologia del benessere" alla cui base vi è una concezione sostanzialmente positiva dell'essere umano. Una concezione di tipo evolutivo.
Il concetto di "crisi" perde quel suo aspetto negativo e si focalizza maggiormente sul concetto di "transizione" ovvero alternativa possibile e occasione di cambiamento. A tutt'oggi l'obiettivo della psicologia della salute è quello di migliorare la qualità della vita nonché di accrescere la competenza della società in relazione alla salute.

## In Italia
In Italia si possono rintracciare attività affini al counseling nella storia dell'assistenza sociale che ha inizio intorno agli anni venti. Tali iniziative assistenziali, formalmente costituitesi nel 1929 hanno un carattere prettamente filantropico e volontario. Nello stesso periodo nascono le prime scuole-convitto - esclusivamente femminili - per assistenti sociali.
A partire dagli anni cinquanta iniziano a svilupparsi scuole aperte anche a diplomati di sesso maschile. Intorno agli anni settanta alcune scuole di formazione in psicoterapia iniziano a formare figure professionali orientate alla relazione e centrate sull'individuo, pur tuttavia non avendo ancora una definizione di competenza.
La definizione di counselor nel campo del lavoro inizia ad essere utilizzata a partire dagli anni novanta con la prima organizzazione dell'attività professionale. Sempre in questi anni nascono le prime associazioni - che si definiscono di counseling con l'intento di promuovere il counseling e regolamentarne l'esercizio.
Il 18 maggio 2000 il CNEL - Consiglio Nazionale dell'Economia e del Lavoro - inserisce il counseling tra le professioni non regolamentate.
l 17 novembre 2015 il TAR del Lazio, con la Sentenza 13020/2015, ha accolto il ricorso proposto dal Consiglio Nazionale dell'Ordine degli Psicologi con il quale si richiedeva l'annullamento del provvedimento disposto dal Ministero dello Sviluppo Economico a favore dell'inserimento di AssoCounseling nell'elenco delle professioni non regolamentate di cui alla L. 4/2013. Il disagio psichico presuppone una competenza diagnostica non riconosciuta ai counselor e anche al di fuori del contesto clinico rientra nella professione sanitaria dello psicologo ai sensi dell'art. 1 L. 56/1989.
Nel gennaio 2019 il Consiglio di Stato accoglie il ricorso di AssoCounseling. Tale associazione viene reinserita nell'elenco delle Associazioni Professionali che rilasciano attestati di qualità, riconosciuto dal Ministero dello Sviluppo Economico. Successivamente vengono inserite in tale elenco ulteriori associazioni professionali di counseling.